# Philip Gaskell
Pour les articles homonymes, voir Gaskell.
Philip Gaskell, né à Londres le 6 janvier 1926 et mort à Mawgan, en Cornouailles, le 31 juillet 2001,  est un bibliothécaire, bibliographe et historien du livre britannique.

## Biographie
Né à Londres dans une famille de quakers, il étudie à Oxford et à Oundle. Il s'engage en 1943 à l'âge de 17 ans pour devenir mécanicien radio : il le demeure après la guerre dans un régiment basé à Ceylan jusqu'en 1948. Il enseigne l'anglais à King's College à Cambridge et commence à s'intéresser au livre ancien et à la bibliographie matérielle sous l'influence de George Rylands et Tim Munby, alors directeur de la bibliothèque de King's College.
Il épouse alors Margaret Bennett, fille de l'historien du livre Stanley Bennett, devient rédacteur en chef de The Book Collector (1952-1954) et professeur ordinaire (fellow) à King's en 1953. Il y installe une véritable presse ancienne (la Water Lane Press) dans le but de prendre en compte la technique dans les processus de fabrication du livre ancien. Il reste à Cambridge jusqu'en 1960, espérant pouvoir obtenir un poste spécialisé en bibliographie, et y rédige sa bibliographie des œuvres de John Baskerville (1959).
Il quitte finalement Cambridge pour l'Australie, où on lui avait promis une chaire ; mais les choses se passent mal et Gaskell est de retour quelques mois plus tard : il doit enseigner l'anglais à Oundle (1960-1962) puis prend la tête du département patrimonial de la bibliothèque de l'université de Glasgow (1962-1966). Il publie également sa seconde bibliographie, A Bibliography of the Foulis Press (1964).
Gaskell revient à Cambridge comme bibliothécaire et professeur à Trinity College en 1967. Il procède notamment à la restauration du bâtiment de Christopher Wren (1969-1971) et publie un ouvrage de recherche sur cette bibliothèque qui fut longtemps la plus importante de Cambridge, de la fondation au XVIe siècle jusqu'à la construction du bâtiment de Wren à l'extrême fin du XVIIe siècle : il y montre notamment les liens qui existent entre la constitution des collections et l'aménagement des différents espaces de la bibliothèque. Il prend sa retraite de bibliothécaire en 1986 mais enseigne jusqu'à son décès.
C'est à cette période également qu'il rédige son grand classique, A New Introduction to Bibliography (1972), destiné à remplacer le manuel de McKerrow. C'est sans doute le plus connu de ses livres, qui demeure un incontournable malgré sa date de publication déjà ancienne.
Également passionné de photographie et de films, il a notamment enseigné au Caltech (the California Institute of Technology) à Pasadena et s'est trouvé au centre d'une polémique sur l'établissement du texte d'Ulysses (Ulysses : a Review for three texts, 1989).

## Œuvres
- John Baskerville, a Bibliography, Cambridge : University press, 1959, XXIV-72 p.
- A Bibliography of the Foulis Press, London : R. Hart-Davis, 1964, 420 p. (nv. éd. rév. 1986)
- The Library of Trinity College, Cambridge, a Short History, Cambridge : Trinity college, 1971, 68 p. (avec Robert Robson)
- A New introduction to Bibliography, Oxford : Clarendon press, 1972, XXIV-438 p. (dernière édition, 1995)
- From Writer to Reader. Studies in Editorial Method, Oxford : Clarendon press, 1978, VIII-268 p.
- Trinity College Library. The First 150 Years, London ; New York ; Melbourne : Cambridge university press, 1980, XIX-275 p.
- Ulysses, a Review of three Texts. Proposals for Alterations to the Texts of 1922, 1961 and 1984, Gerrards Cross, GB : C. Smythe, 1989, XVII-232 p.
- Landmarks in English literature, Edinburgh (GB) : Edinburgh University Press, 1998, IX-173 p.
- Landmarks in classical literature, Chicago (Ill.) : Fitzroy Dearborn publ., 1999, 227 p.
- Landmarks in European literature, Edinburgh : Edinburgh University Press, 1999, XII-251 p.